# Torsten Friis

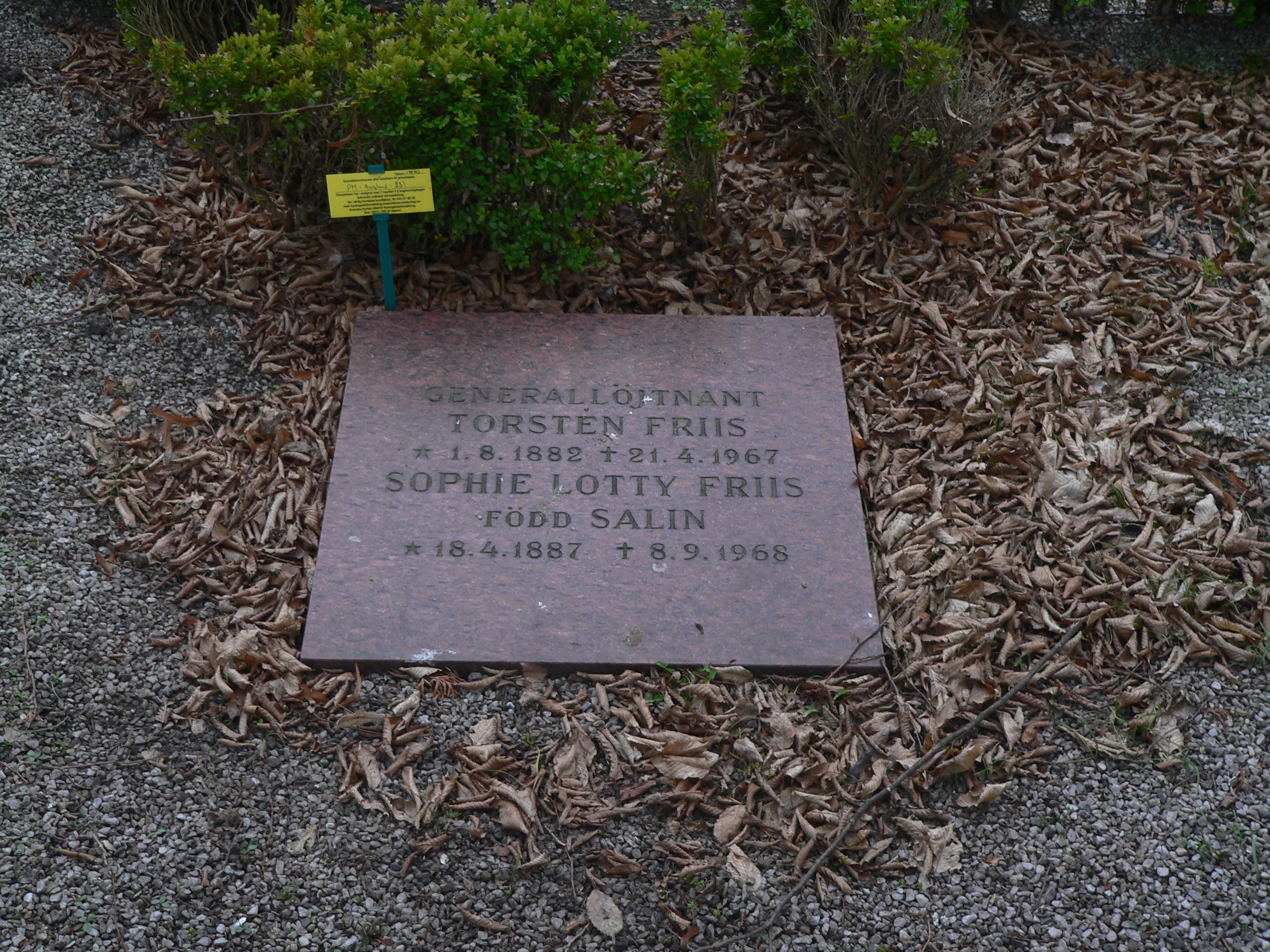
Makarna Friis grav på S:t Pauli mellersta kyrkogård.

Torsten Friis, född 1 augusti 1882 i Malmö S:t Petri församling, Skåne län, död 21 april 1967 i Järfälla församling, Stockholm, var en svensk militär (generallöjtnant), chef för flygvapnet 1934–1942. Friis var ursprungligen fortifikationsofficer men fick uppdraget att bygga upp ett svenskt flygvapen. Han arbetade för att en inhemsk flygindustri skulle skapas.

## Biografi
Friis avlade studentexamen 1900 och officersexamen 1902. Han blev underlöjtnant samma år, löjtnant vid Kungliga Fortifikationen 1907 och utexaminerades från Artilleri- och ingenjörhögskolan 1908. Friis blev kapten 1913 och tjänstgjorde i fälttåget med österrikisk-ungerska armén 1916. Han var lärare vid Krigshögskolan 1918–1919, vid Artilleri- och ingenjörhögskolan 1919–1921 och tjänstgjorde som adjutant hos kronprinsen 1920–1932.
Han blev kapten vid generalstaben 1921 och major vid generalstaben 1922. Friis var avdelningschef vid generalstabens tekniska avdelning 1922–1927, blev överstelöjtnant vid generalstaben 1926 och överstelöjtnant vid Kungliga Fortifikationen 1928. Han var chef för Fälttelegrafkåren 1928–1932, blev överste vid Fälttelegrafkåren 1932 och var chef för lantförsvarets kommandoexpedition 1932–1934, blev generalmajor i flygvapnet 1934, generallöjtnant 1936 samt var chef för flygvapnet 1934–1942.
Han försattes i reserven 1942. Därefter var han ståthållare för Stockholms slott med flera från 1947 och chef för Kungliga Djurgårdens Förvaltning från 1949. Friis blev ledamot av Kungliga Krigsvetenskapsakademin 1924 och var styrelseledamot i Kungliga Automobilklubben.
Friis var son till vice konsul Ernst Friis och Sophie Thomée. Han var bror till Helge Friis. Torsten Friis gifte sig 1909 med Lotty Salin (1887–1968), dotter till professorn Mauritz Salin och Bertha Kempe. Han var far till Mauritz (1913–1993), Birgit (1910–2000), Lotty (1914–2007), Elma (1911–2010) och Bertha (1923–1997). Friis var svärfar till översten Sven Thofelt (gift med Birgit), läkaren Ole Berg (gift med Lotty), disponenten Sten E. Holgerson (gift med Elma) och greven Karl-Hampus Mörner (gift med Bertha).
Makarna Friis var innehavare av Görvälns slott där de bodde fram till sin död 1967 och 1968. De är begravda på Sankt Pauli mellersta kyrkogård (kvarteret Annelund, gravplats 231) i Malmö.

## Utmärkelser

### Svenska utmärkelser
- Minnestecken med anledning av Konung Gustaf V:s 90-årsdag, 1948.[6]
- Minnestecken med anledning av Konung Gustaf V:s 70-årsdag, 1928.[2]
- Konung Gustav V:s minnestecken, 1951.[7]
- Kommendör med stora korset av Svärdsorden, 16 juni 1937.[8]
- Riddare av Svärdsorden, 1923.[9]
- Kommendör med stora korset Nordstjärneorden, 31 december 1949.[10]
- Riddare av Nordstjärneorden, 1933.[2]
- Riddare av Vasaorden, 1926.[2]

### Utländska utmärkelser
- Storkorset av Danska Dannebrogorden, senast 1955.[7]
- Kommendör av första graden av Danska Dannebrogorden, 1935.[2]
- Kommendör av andra graden av Danska Dannebrogorden, senast 1931.[11]
- Storkorset av Etiopiska Stjärnorden, senast 1955.[7]
- Kommendör av första klassen av Finlands Vita Ros’ orden, 1934.[2]
- Storkorset av Finlands Lejons orden, senast 1962.[12]
- Finska luftstridskrafternas flygmärke, 1938.[2]
- Kommendör av Franska Hederslegionen, 1937.[2]
- Storkorset av Iranska Homayounorden, senast 1962.[12]
- Storkorset av Italienska kronorden, senast 1945.[1]
- Kommendör av första graden av Litauiska Vytautasorden, 1935.[2]
- Storkorset av Nederländska Oranienhusorden, senast 1962.[12]
- Storkorset av Norska Sankt Olavs orden, senast 1955.[7]
- Kommendör med stjärna av Norska Sankt Olavs orden, 1936.[2]
- Kommendör av Norska Sankt Olavs orden, senast 1931.[11]
- Kommendör av första klassen av Polska orden Polonia Restituta, senast 1940.[13]
- Kommendör med kraschan av Polska orden Polonia Restituta, 1934.[2]
- Polska luftstridskrafternas flygmärke, 1936.[2]
- Storkorset av Storbritanniska Victoriaorden, senast 1962.[12]
- Storkorset av Tyska örnens orden, 1938.[2]